# Tamás Cseh

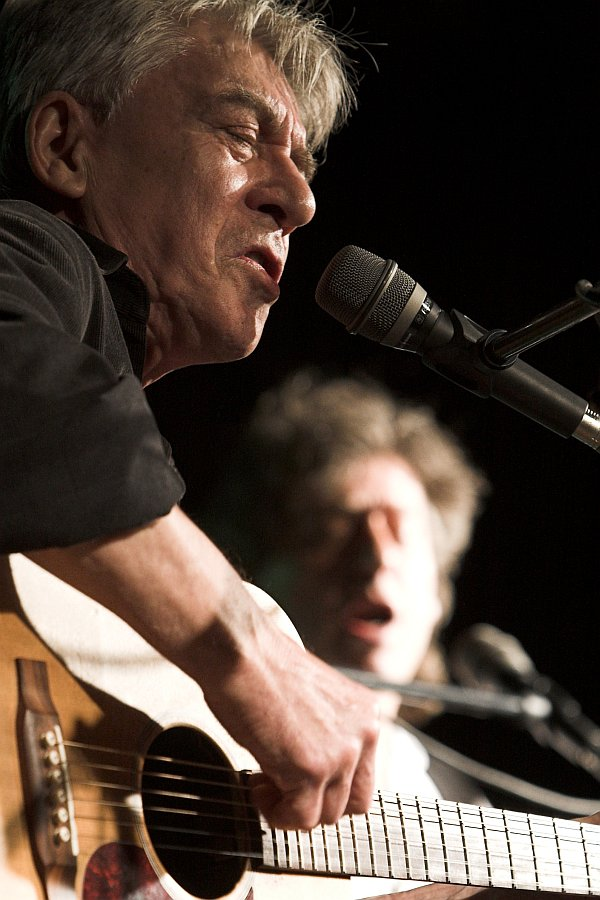
Tamás Cseh

Tamás Cseh (Boedapest, 22 januari 1943 – aldaar, 7 augustus 2009) was een Hongaars singer-songwriter en acteur.
Cseh volgde een lerarenopleiding en ging ook naar de academie voor schone kunsten. Van 1967 tot 1974 onderwees hij tekenen aan een lagere school in Boedapest. Samen met Geza Bereményi schreef hij sinds 1970 vele liedjesteksten en vanaf 1972 was hij actief bij diverse toneelgezelschappen. Cseh speelde ook mee in aantal speelfilms en schreef filmmuziek.
Hij overleed aan kanker in augustus 2009.